# Legenda o Sigurdzie i Gudrun
Legenda o Sigurdzie i Gudrun (ang. The Legend of Sigurd and Gudrún) – książka złożona z dwóch poematów J.R.R. Tolkiena uzupełnionych komentarzami Christophera Tolkiena i zredagowanymi przez niego notatkami autora. Poematy zostały wydane po raz pierwszy pośmiertnie w 2009 roku. W odróżnieniu od najbardziej znanych dzieł Tolkiena ich akcja nie dzieje się w Śródziemiu, tylko dotyczy wydarzeń pochodzących z mitologii nordyckiej.

## Treść
Główną część książki stanowią dwa poematy: Völsungakviða en nýja (Nowa pieśń o Völsungach) i Guðrúnarkviða en nýja (Nowa pieśń o Gudrun). Pierwsza opowiada o pochodzeniu i losach legendarnego bohatera Sigurda Völsunga oraz zakochanej w nim księżniczki Niflungów, Gudrun, która dzięki podstępowi została jego żoną. Druga z pieśni opisuje zdarzenia po śmierci Sigurda, gdy Gudrun, wbrew swej woli, zawiera małżeństwo z Atlim, władcą Hunów, który morduje jej braci. Gudrun dokonuje na nim zemsty, po czym odbiera sobie życie.

## Geneza
Christopher Tolkien w Przedmowie zwraca uwagę, że nie ma żadnych dowodów wskazujących na datę powstania obu poematów, łączy je jednak z latami 1926-1939, w których J.R.R. Tolkien zajmował się językiem oraz literaturą nordycką na Uniwersytecie Oksfordzkim. Podejrzewa, że mogą pochodzić z wczesnych lat trzydziestych dwudziestego wieku. Podobnie datę jego powstania określono w Listach: „napisany prawdopodobnie pod koniec lat dwudziestych lub na początku lat trzydziestych XX wieku“. Charakterystyczny jest także fakt zachowania się tekstu tylko w jednym, prawie niezawierającym poprawek rękopisie, co jest bardzo nietypowe dla twórczości Tolkiena.

Ch. Tolkienowi ojciec powiedział o tym dziele dopiero pod koniec swojego życia, nie mógł go jednak wtedy znaleźć. Wiadomo tylko o dwóch wzmiankach na temat tych pieśni w listach Tolkiena, obie w listach do W.H. Audena. 29 marca 1967 r. zadeklarował, że wyśle mu

jeśli uda mi się ją znaleźć (mam nadzieję, że nie zaginęła), rzecz, którą napisałem wiele lat temu, usiłując zgłębić sztukę pisania poezji aliteracyjnej. Jest to próba ujednolicenia pieśni o Völsungach z Eddy Starszej, napisana w dawnym ośmiowersowym metrum fornyrðislag.

 Prawie rok później (29.01.1968 r.) wspomniał o poemacie Völsungakviða en nýja, opisując go jako

napisany po angielsku w 8-wersowych zwrotkach, w metrum fornyrðislag: próba ułożenia materiałów z Eddy, dotyczących Sygurda i Gunnara.

Z tych listów można stwierdzić, że celem Tolkiena było stworzenie spójnej historii o losach Sigurda, która w Eddzie Poetyckiej jest przedstawiona w sposób nieuporządkowany. Opisują ją różne poematy różnych autorów, które momentami są ze sobą sprzeczne. Dodatkowym źródłem była także Saga rodu Wölsungów, napisana o wiele później na bazie tekstów eddycznych i innych, dziś już zaginionych.

## Wersyfikacja
Sądząc po wyżej wspomnianych listach wersyfikacja poematów była dla Tolkiena bardzo ważna. Jak sam napisał, stosował metrum fornyrðislag, które jest najczęściej występującym w Eddzie Poetyckiej. Wiersz, którym napisano poematy to wierszy aliteracyjny.
W całej książce zastosowano podział na strofy, które „mają po osiem krótkich wersów: to znaczy jednostka wersu, półwers czyli vísurð, jest zapisany osobno“. W rękopisie taki podział istniał w całej Nowej pieśni o Gudrun i na początku Nowej pieśni o Völsungach. Resztę tej drugiej zapisano długimi wersami. Autor opatrzył to jednak notatką ołówkiem, aby wszystko zapisać krótkimi wersami, co uczynił redaktor książki.

## Ilustracje

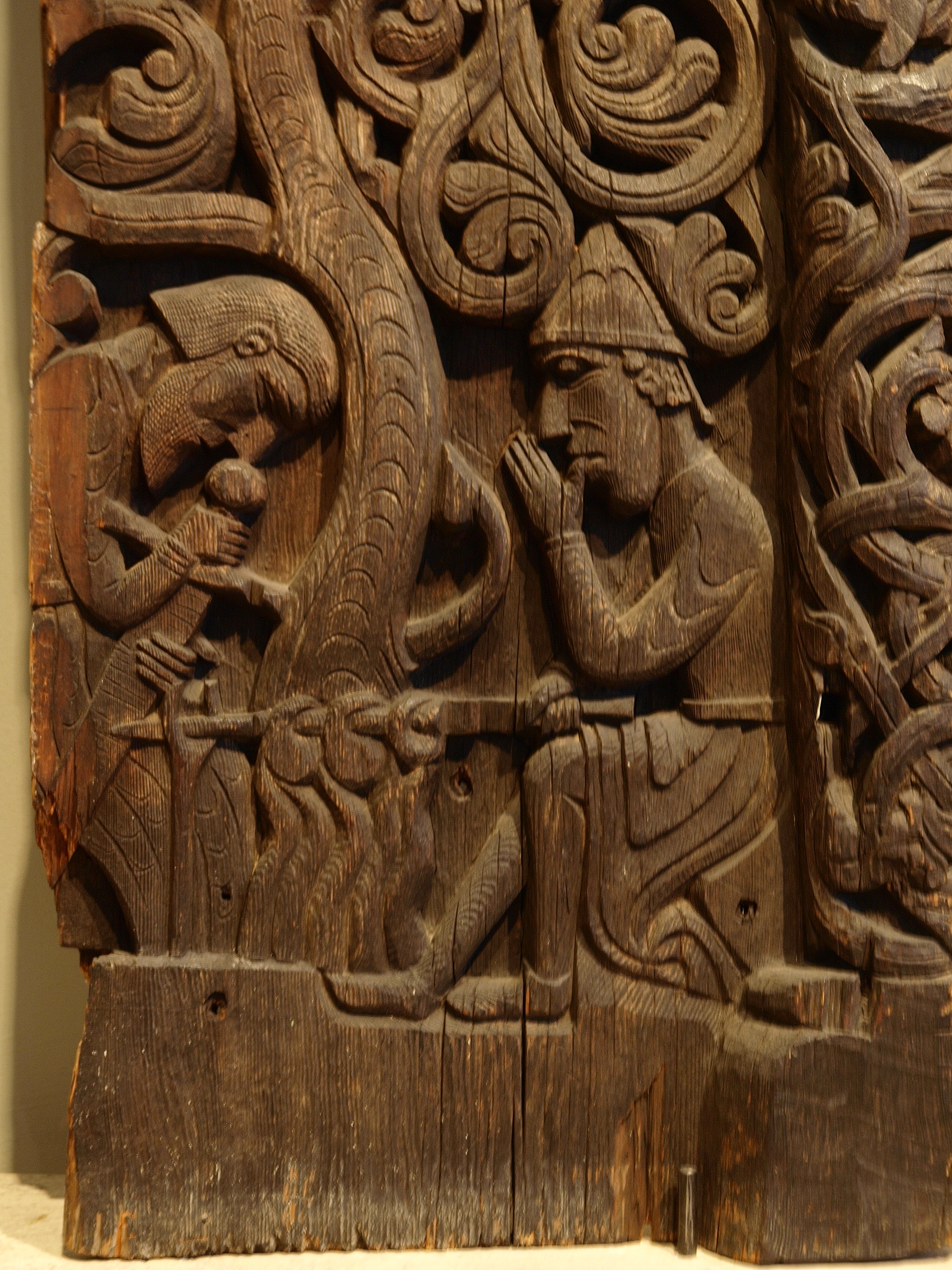
Dół lewej części portalu. Scena smakowania smoczej krwi przez Sigurda

W książce umieszczono rysunki Billa Sandersona, który wzorował się na płaskorzeźbach z drewnianego portalu kościoła w Hylestad w Norwegii. Przedstawiają one historię zabicia smoka Fafnira przez Sigurda. Zdjęcie tego portalu zostało wykorzystane także na okładce wydania angielskiego.